# Collimazione sonar con la trasformata di Hilbert

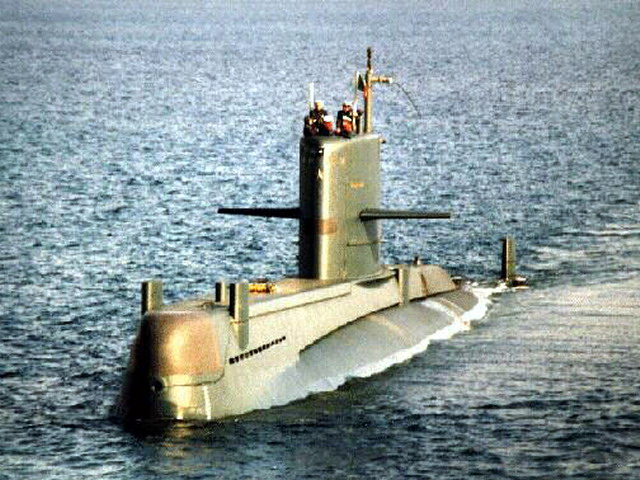
Sottomarino Sauro con sonar di navigazione.

La collimazione di un bersaglio con il sonar,  eseguita con i sistemi di correlazione, viene evidenziata dal massimo d'ampiezza delle loro funzioni  .
La collimazione in correlazione può essere migliorata mediante l'algoritmo che va sotto il nome di trasformata di Hilbert 
. 
Con l'impiego dell'algoritmo citato si realizza un sistema di collimazione sonar con la trasformata di Hilbert in grado di determinare con precisione sia la posizione angolare di un bersaglio navale, sia l'indicazione delle sue accostate. 

## Funzione di correlazione e trasformata
Con i metodi di correlazione che elaborano i segnali idrofonici generati dai bersagli si ha la loro collimazione lavorando su di una funzione il cui massimo è incerto e tondeggiante, ciò non agevola la precisione di misura della sua posizione angolare rispetto all'asse longitudinale del sottomarino, non si ha inoltre nessuna indicazione dell'accostamento del bersaglio. 
La trasformata di Hilbert modifica la funzione di correlazione dal suo massimo ad un passaggio per lo zero.
La trasformata attraversa il livello zero passando da valori positivi a valori negativi, è pertanto più agevole la collimazione del bersaglio nel punto di zero; da ciò scaturisce inoltre la possibilità del rilievo del senso del suo accostamento.

## Aspetto matematico
L'aspetto matematico presuppone che la funzione di correlazione di base sia a segnali limitati d'ampiezza e che i due segnali applicati al correlatore abbiano ritardo {\displaystyle \tau *=0}. 

C (tau) e trasformata HC (tau)
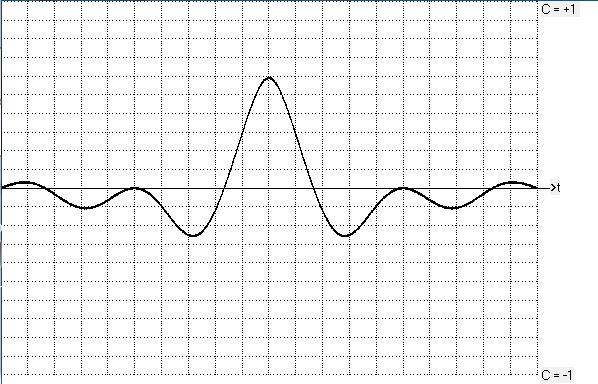
Funzione di correlazione {\displaystyle C(\tau )}:  il tratto di curva attorno al massimo mostra il profilo di una funzione sinusoidale
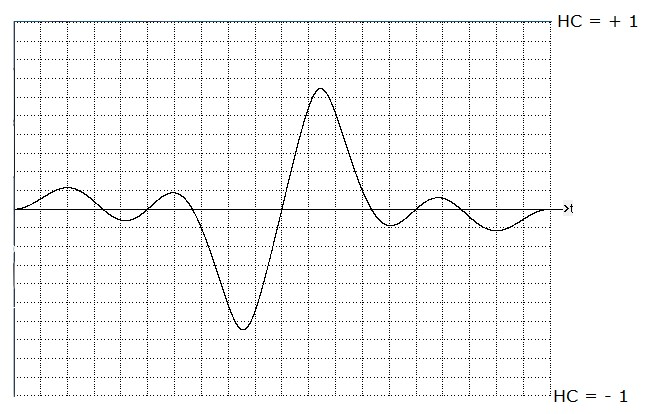
Trasformata di Hilbert {\displaystyle HC(\tau )} passante per lo zero.

La funzione di correlazione è definita dall'algoritmo:
{\displaystyle C(\tau )={\frac {2}{\pi }}\arcsin \cdot K\cdot {\left[{\frac {\sin \ (2\ \pi \ DF\ \tau )}{2\ \pi \ DF\ \tau }}\cos \ (2\ \pi \ F_{o}\ \tau )\right]}}
secondo le variabili:
{\displaystyle f_{1}=} frequenza inferiore della banda di ricezione
{\displaystyle f_{2}=} frequenza superiore della banda di ricezione
{\displaystyle DF={\frac {f_{2}-f_{1}}{2}}}
{\displaystyle F_{o}={\frac {f_{1}+f_{2}}{2}}}
{\displaystyle S/N=}  rapporto segnale/disturbo (grandezze lineari)
{\displaystyle K={\frac {1}{1+(N/S)^{2}}}}
è trasformabile secondo Hilbert con l'integrale:
{\displaystyle HC(\tau )={\frac {1}{\pi }}\ \cdot \int _{-\infty }^{\infty }{\frac {C(\tau )}{t-\tau }}\,d\tau }
la {\displaystyle HC(\tau )}, in base all'integrale dato, assume la forma:
{\displaystyle HC(\tau )={\frac {2}{\pi }}\arcsin \left[K\ {\frac {\sin \ (2\ \pi \ DF\ \tau )}{2\ \pi \ DF\ \tau }}\sin \ (2\ \pi \ F_{o}\ \tau )\right]}
La {\displaystyle HC(\tau )} si diversifica dalla {\displaystyle C(\tau )} per avere la funzione in coseno trasformata in funzione seno.

## Hardware di trasformazione da C a HC

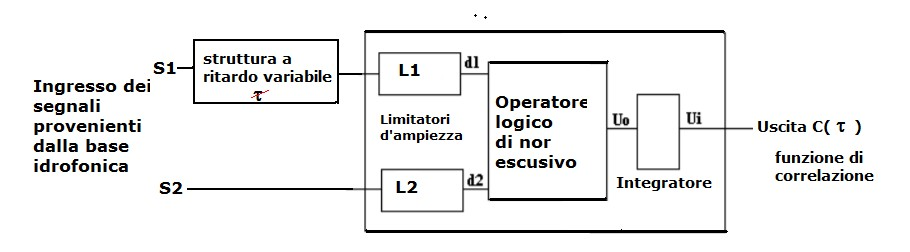
Schema a blocchi di un correlatore per il computo della

Un ricevitore in correlazione da laboratorio che computa la {\displaystyle C(\tau )} dei segnali applicati   è formato da:
Una struttura di ritardo 
Due circuiti di limitazione d'ampiezza 
Un circuito di moltiplicazione digitale (nor esclusivo) 
Un circuito integratore dal quale si preleva il segnale {\displaystyle C(\tau )} 
Per la trasformazione del ricevitore in correlazione in circuito in grado di computare la trasformata di Hilbert è necessario modificare il ricevitore introducendo, sui segnali d'ingresso, uno sfasamento di {\displaystyle 90}° per tutte le frequenze comprese nella banda di ricezione.
La modifica vede:
Lo sfasatore di {\displaystyle 90}° a larga banda 
La struttura di ritardo

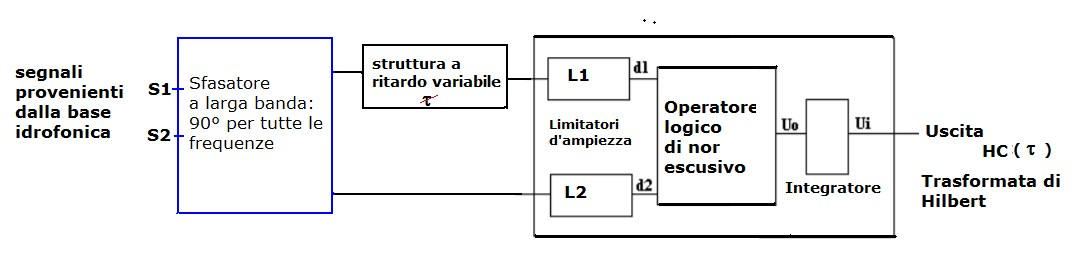
Schema a blocchi di un correlatore per il computo della

I circuiti di limitazione d'ampiezza
Il circuito di moltiplicazione digitale (nor esclusivo)
Il circuito integratore dal quale si preleva il segnale {\displaystyle C(\tau )}

## Applicazioni della HC(τ)
Elenco di alcune applicazioni della trasformata di Hilbert per l'impiego sui sonar: 
Ricezione in passivo: circuiti RLI (right Left Indicator), sistema per il controllo delle accostate del bersaglio che genera rumore
Ricezione in attivo: circuiti BDI (Bearing Deviationd Indicator), sistema per il controllo delle accostate del bersaglio con l'elaborazione del suo eco
Funzioni d'inseguimento automatico dei bersagli per il controllo della movimentazione di sistemi elettromeccanici

## note
Annotazioni
1. ↑   per collimazione s'intende l'azione che porta alla determinazione precisa della posizione angolare del bersaglio rispetto al Nord
2. ↑  Le funzioni di correlazione sono il risultato di elaborazioni matematiche sui segnali dei bersagli ricevuti dal sonar
3. ↑  Da un punto di vista tattico è importante stabilire se il bersaglio collimato accosta a destra o sinistra.
4. ↑  Segnali idrofonici
5. ↑   La struttura di ritardo del prototipo è costruita con catene di ritardo analogiche
6. ↑  Trasformano i segnali d'ingresso da analogici a digitali (a due stati {\displaystyle (0;1)}
7. ↑  Esegue la moltiplicazione dei segni {\displaystyle (0;1)} tra le due tensioni all'uscita dei limitatori
8. ↑  Il circuito integratore, collegato all'uscita del moltiplicatore, è formato da una resistenza ed un condensatore; i due componenti costituiscono la costante di tempo {\displaystyle RC} del correlatore
9. ↑   Si deve di fatto passare dalla funzione coseno alla funzione seno per tutte le frequenze della banda di ricezione.
10. ↑  Il circuito, di complicata progettazione, è un insieme di componenti passivi accoppiati tramite semiconduttori

Fonti
1. ↑  Del Turco,  pp. 33-44.
2. ↑  Papoulis,  pp. 198-212.
3. ↑  Del Turco,  pp. 52-60.
4. ↑  Del Turco,  pp. 177-183.
5. ↑  Del Turco,  pp. 116-127.
6. ↑  Horton,  pp. 269-286.